# Velká Bystřice
Pour les articles homonymes, voir Bystřice.
Velká Bystřice (en allemand : Groß Wisternitz) est une ville du district et de la région d'Olomouc, en Tchéquie. Sa population s'élevait à 3 779 habitants en 2025.

## Géographie
Velká Bystřice est arrosée par la rivière Bystřice, un affluent de la Morava et se trouve à 9 km à l'est du centre d'Olomouc et à 217 km à l'est-sud-est de Prague.
La commune est limitée par Bukovany, Olomouc et Hlubočky au nord, par Mrsklesy et Přáslavice à l'est, par Svésedlice et Velký Týnec au sud, et par Olomouc et Bystrovany à l'ouest.

## Histoire
La première mention écrite de la localité date de 1276. Jusqu'en 1995, Velká Bystřice faisait partie de la commune de Mrsklesy. Elle a le statut de ville depuis le 1er juin 1998.

## Galerie

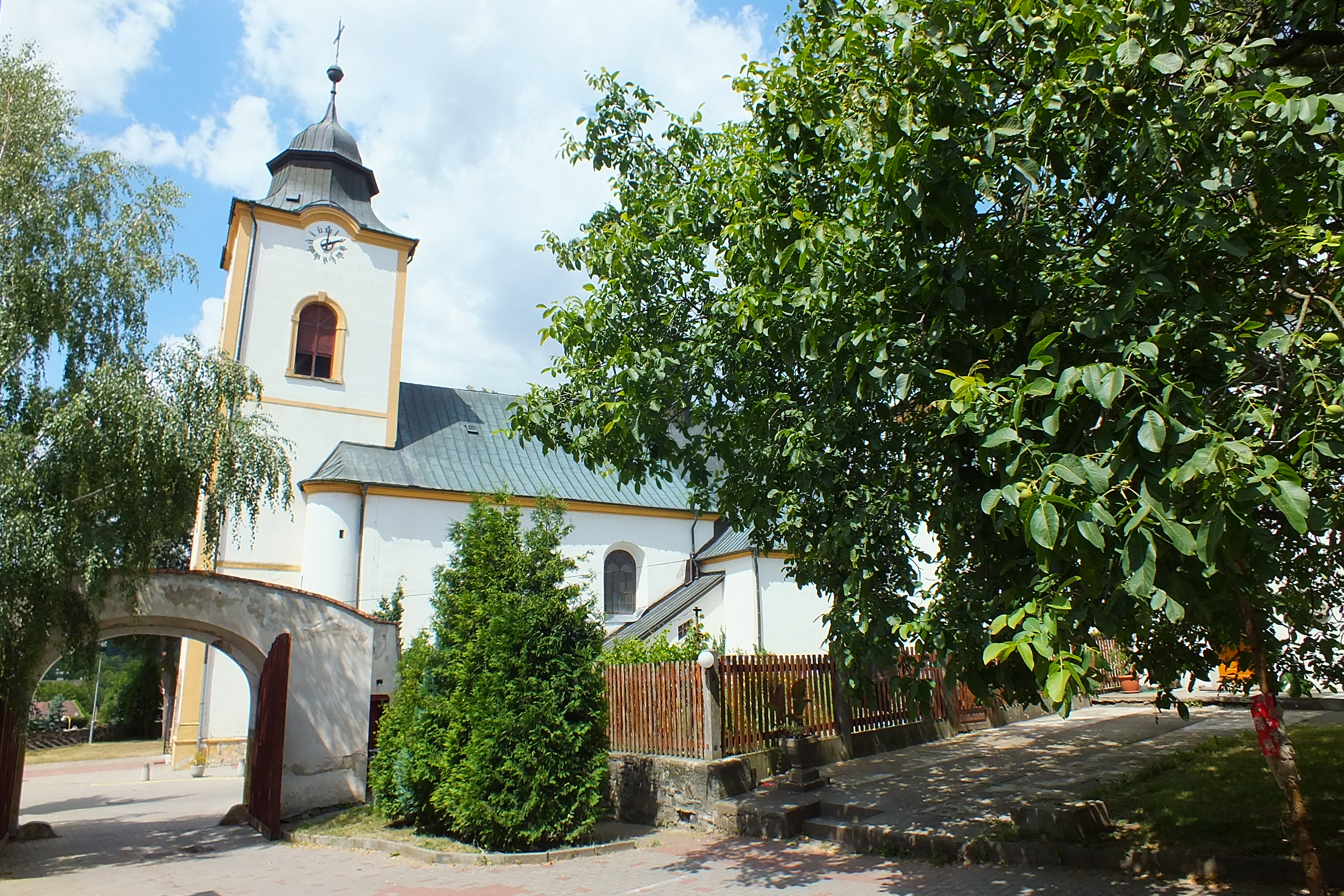
Église à Velká Bystřice.
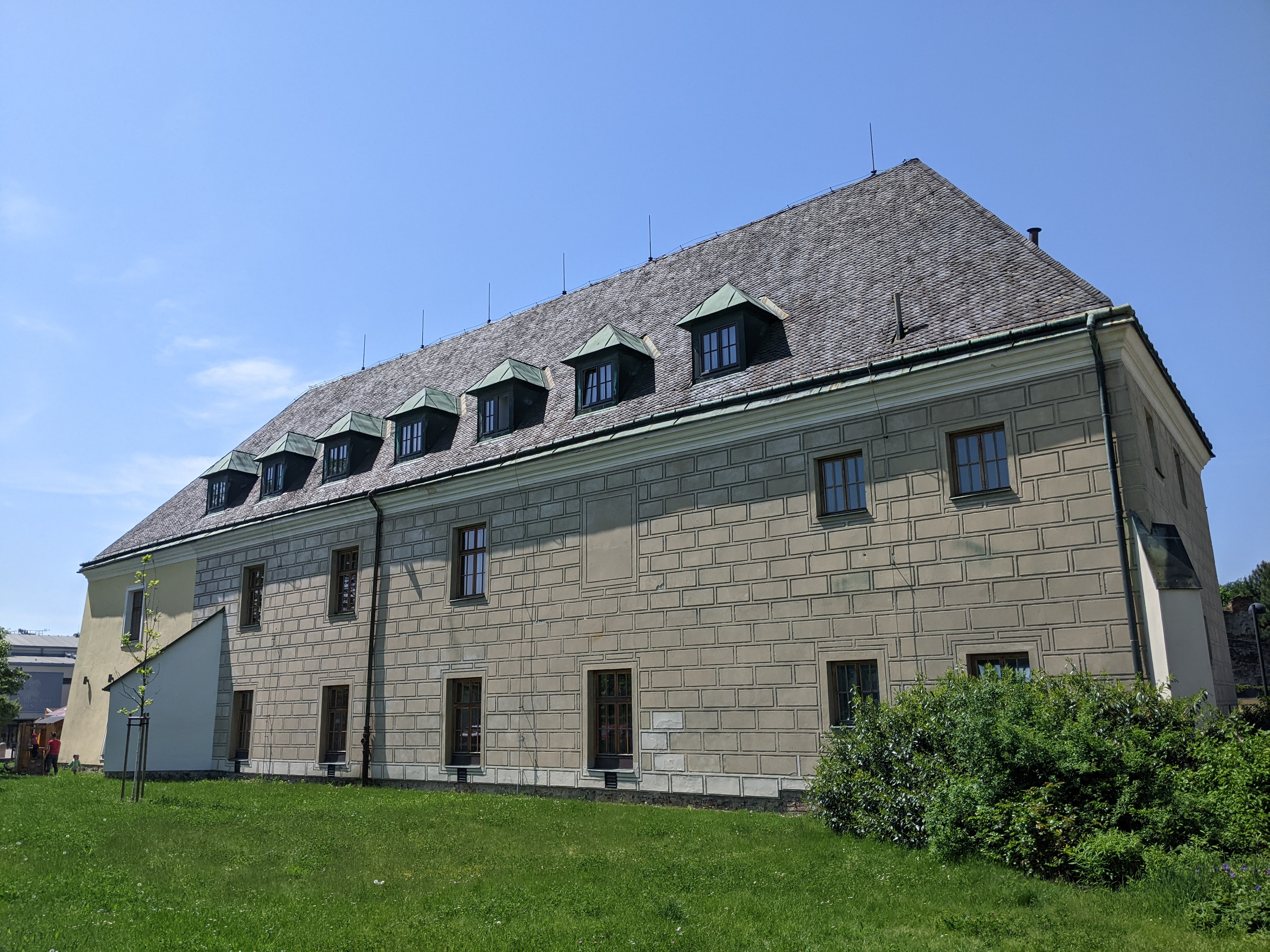
Château de Velká Bystřice.

## Transports
Par la route, Velká Bystřice se trouve à 9,5 km d'Olomouc et à 251 km de Prague.